# IC 3762
IC 3762 ist eine Galaxie vom Hubble-Typ E? im Sternbild Haar der Berenike am Nordsternhimmel. Sie ist schätzungsweise 79 Millionen Lichtjahre von der Milchstraße entfernt.
Das Objekt wurde am 27. Januar 1904 von Max Wolf entdeckt.